# Викинг-рок
Викинг-рок (швед. vikingarock) — жанр рок-музыки. Распространён главным образом в Скандинавии.

## История и характеристика жанра
Викинг-рок зародился в 80-е годы XX в. В музыкальном отношении викинг-рок представляет собой панк-рок с элементами фолк-музыки. Главные темы песен — жизнь викингов, скандинавская мифология, история Скандинавии (особенно время Карла XII). Как правило, песни исполняются на родном языке, а не на английском.